# Castrul roman de la Pojejena
Castrul roman este situat pe teritoriul localității Pojejena, județul Caraș-Severin.